# جو والتون
جو والتون (بالإنجليزية: Joe Walton)‏ (8 يناير 1881 في المملكة المتحدة - 1962) هو لاعب كرة قدم بريطاني (وحمل سابقاً جنسية المملكة المتحدة لبريطانيا العظمى وأيرلندا) في مركز الهجوم. لعب مع بريستون نورث إيند وتوتنهام هوتسبير وشيفيلد يونايتد ونادي ستاليبريدج سيلتيك.